# Bocydium anisobullatum
Bocydium anisobullatum är en insektsart som beskrevs av Albino Morimasa Sakakibara 1981. Bocydium anisobullatum ingår i släktet Bocydium och familjen hornstritar. Inga underarter finns listade i Catalogue of Life.